# Léon Morin, prêtre (roman)
Pour les articles homonymes, voir Léon Morin, prêtre.
Léon Morin, prêtre est un roman de Béatrix Beck publié le 28 mars 1952. Il a obtenu le prix Goncourt la même année.

## Résumé
Barny, une jeune femme dont le mari est mort à la guerre, vit avec sa fille dans une ville de province durant l'Occupation. Pour subsister dans les conditions de restrictions, elle est astreinte à un métier fatigant. Un jour, elle décide de dire des incongruités au prêtre dans le confessionnal de l'église. Celui-ci, Léon Morin, intéressé par cet esprit rebelle et agnostique, invite Barny à venir le voir chez lui. Petit à petit, devant l'ouverture d'esprit de Léon Morin qui détruit les préjugés habituels sur la religion, elle se trouve touchée par la grâce.

## Personnage
Le personnage du prêtre Léon Morin est inspiré de l'abbé Jules Albert Peillet que l'auteure avait rencontré à l’église Saint Louis de Grenoble pendant la Seconde Guerre mondiale.

## Éditions
- Éditions Gallimard, 1952[1]
- Coll. « Folio », no 217, Éditions Gallimard, 1972  (ISBN 9782070362172), 192 p.

## Adaptations
Ce roman a été adapté au cinéma, à deux reprises, en 1961 par Jean-Pierre Melville sous le titre Léon Morin, prêtre avec Jean-Paul Belmondo et Emmanuelle Riva et en 2016 par Nicolas Boukhrief sous le titre La Confession avec Romain Duris et Marine Vacth dans les deux rôles principaux.
Il a également été adapté en 1991 à la télévision, par Pierre Boutron, sous le même titre que le roman.